# Schützenliesel (1954)
Schützenliesel ist eine deutsche Operettenverfilmung aus dem Jahre 1954 von Rudolf Schündler. Dem Film lag die gleichnamige Operette (1905) von Edmund Eysler zugrunde.

## Handlung
In einem kleinen, beschaulichen oberbayerischen Ort zu Beginn des 20. Jahrhunderts. Gretl Mooshammer, die Tochter des hiesigen Dorfwirtes, wurde zur diesjährigen Schützenliesel gewählt. Gretl liebt den Grenzpolizisten Stefan Brandner, was ihrem bärbeißigen, polterigen Herrn Papa überhaupt nicht gefällt. Denn einst hatte er als junger Mann um Brandners Mutter Therese geworben und von ihr damals einen Korb bekommen. Mehrere Ereignisse führen im Lauf der Handlung dazu, dass auch die Beziehung der Schützenliesel zu ihrem Liebsten vorübergehend einen Riss bekommt. Dann aber sieht Gretl, was sie an ihrem Stefan hat, als dieser mutig im Alleingang eine Schmugglerbande dingfest macht. Auf dem anstehenden Schützenfest kommt es schließlich zur Versöhnung zwischen den Liebenden.

## Produktionsnotizen
Schützenliesel entstand Mitte 1954 in Berlin-Spandau (Studioaufnahmen) sowie in den bayerischen Außendrehorten Mittenwald, Garmisch-Partenkirchen und Lautersee. Die Uraufführung erfolgte am 20. Oktober 1954 in München, die Berliner Premiere erfolgte am 26. November desselben Jahres.
Fritz Klotzsch übernahm die Produktionsleitung. Karl Weber und Helmut Nentwig gestalteten die Filmbauten. Herbert Trantow übernahm die musikalische Leitung, Egon Kaiser die Orchestrierung. Anton Karas ist an der Zither zu hören. Horst Wendlandt war Produktionsassistent.

## Kritiken
Der Spiegel schrieb: “Lederhosen-Humor und Watschen-Erotik (mit Herta Staal), Mutterl-Rührung (Gesang: Paul Hörbiger) zur Zither von Anton Karas, Vaters Starrsinn und Grenzers Wachsamkeit auf dem gebirgigen Lande – Schmuggel, Vorstrafen und naturwidriges Flirten bei den Kurgästen. Rudolf Schündler inszenierte arglos-munter.”
Im Lexikon des Internationalen Films heißt es: „Dörfliche Liebesverwicklungen aus Bayern in einem teils volkstümlich deftigen, teils leicht frivolen Musikschwank nach dem gleichnamigen Singspiel. Schlichter Unterhaltungsfilm.“